# (400230) 2007 EP153
(400230) 2007 EP153 es un asteroide perteneciente al cinturón de asteroides, descubierto el 12 de marzo de 2007 por el equipo del Spacewatch desde el Observatorio Nacional de Kitt Peak, Arizona, Estados Unidos.

## Designación y nombre
Designado provisionalmente como 2007 EP153.

## Características orbitales
2007 EP153 está situado a una distancia media del Sol de 3,088 ua, pudiendo alejarse hasta 3,213 ua y acercarse hasta 2,962 ua. Su excentricidad es 0,040 y la inclinación orbital 10,73 grados. Emplea 1982,29 días en completar una órbita alrededor del Sol.

## Características físicas
La magnitud absoluta de 2007 EP153 es 15,9.